# Вільчоґура (Груєцький повіт)
Вільчоґура (пол. Wilczogóra) — село в Польщі, у гміні Бельськ-Дужий Груєцького повіту Мазовецького воєводства.
Населення — 147 осіб (2011).
У 1975-1998 роках село належало до Радомського воєводства.

## Демографія
Демографічна структура станом на 31 березня 2011 року:
|          | Загалом | Допрацездатний вік | Працездатний вік | Постпрацездатний вік |
| -------- | ------- | ------------------ | ---------------- | -------------------- |
| Чоловіки | 74      | 15                 | 45               | 14                   |
| Жінки    | 73      | 13                 | 37               | 23                   |
| Разом    | 147     | 28                 | 82               | 37                   |